# Volevo nascondermi
Volevo nascondermi è un film del 2020 diretto da Giorgio Diritti.
Protagonista del film è Elio Germano nel ruolo del pittore e scultore italiano Antonio Ligabue. Per la sua interpretazione, Germano ha vinto l'Orso d'argento per il miglior attore al Festival di Berlino 2020 e il David di Donatello 2021 per il miglior attore protagonista.

## Trama
È la storia del pittore Antonio Ligabue, con flashback che mostrano sprazzi della sua infanzia e delle sue origini svizzero-italiane. Il piccolo Antonio viene affidato a genitori adottivi. Inizia subito ad avere disturbi psicofisici: è ammalato di rachitismo e, dopo essere stato espulso dalla scuola e aver aggredito la madre, viene ricoverato più volte in manicomio.
Allo stesso tempo Antonio trova conforto nella pittura e nella scultura. Raffigura spesso animali esotici, come leoni, cavalli, gorilla, tigri, che unisce al paesaggio dell'Emilia, nella quale si è trasferito nel paese di Gualtieri, dove è soprannominato spregiativamente "Al Tudésc".
Ligabue viene presto scoperto dal critico Mazzacurati, che lo incoraggia a continuare con le sue opere e a partecipare a mostre e convegni d'arte della provincia. Finalmente Ligabue comincia a essere scoperto e apprezzato dalla critica, benché sia bollato da certi accademici come artista naif.

## Distribuzione
Il film è stato presentato in anteprima al Festival internazionale del cinema di Berlino il 21 febbraio 2020. L'uscita del film nelle sale cinematografiche italiane, inizialmente prevista per il 27 febbraio seguente, è stata rinviata come parte delle contromisure per arginare la pandemia di SARS-CoV-2 nel paese. Dopo l’uscita in sala a marzo in un numero limitato di copie, il film è tornato al cinema in tutta Italia il 19 agosto 2020.

## Accoglienza

### Incassi
Il film ha raggiunto la vetta del botteghino nel weekend del 6 marzo 2020 incassando 90.000 euro.

## Riconoscimenti
- 2020 - Festival di Berlino[1][6]
  - Orso d'argento per il miglior attore a Elio Germano
  - Candidatura per l'Orso d'oro a Giorgio Diritti
- 2021 - David di Donatello
  - Miglior film
  - Miglior regista a Giorgio Diritti
  - Miglior attore protagonista ad Elio Germano
  - Miglior autore della fotografia a Matteo Cocco
  - Miglior scenografo a Ludovica Ferrario, Alessandra Mura e Paola Zamagni
  - Miglior acconciatore ad Aldo Signoretti
  - Miglior suono
  - Candidatura al miglior produttore a Carlo Degli Espositi
  - Candidatura alla migliore sceneggiatura originale a Giorgio Diritti, Tania Pedroni e Fredo Valla
  - Candidatura al miglior musicista a Marco Biscarini e Daniele Furlati
  - Candidatura alla migliore canzone originale per Invisibile
  - Candidatura alla miglior costumista a Ursula Patzak
  - Candidatura al miglior montatore a Paolo Cottignola e Giorgio Diritti
  - Candidatura al miglior truccatore a Giuseppe Desiato e Lorenzo Tamburini
  - Candidatura ai migliori effetti visivi a Rodolfo Migliari
- 2020 - Nastro d'argento
  - Nastro dell'anno[7]
- 2020 - European Film Awards[8]
  - Migliore fotografia a Matteo Cocco
  - Migliori costumi a Ursula Patzak
  - Candidatura per il miglior attore a Elio Germano
- 2020 - Ciak d'oro
  - Candidatura a miglior film[9]
  - Candidatura a miglior regista a Giorgio Diritti[10]
  - Candidatura a migliore attore protagonista a Elio Germano[11]
- 2020 - Globo d'oro[12]
  - Miglior film
  - Miglior fotografia a Matteo Cocco
  - Candidatura al miglior regista a Giorgio Diritti
  - Candidatura al miglior attore a Elio Germano
  - Candidatura alla miglior attrice a Paola Lavini
  - Candidatura alla miglior sceneggiatura a Fredo Valla, Giorgio Diritti e Tania Pedroni
  - Candidatura alla miglior musica a Marco Biscarini